# (10416) Kottler
(10416) Kottler (1998 VA32) – planetoida z grupy przecinających orbitę Marsa okrążająca Słońce w ciągu 3,36 lat w średniej odległości 2,24 j.a. Odkryta 14 listopada 1998 roku.